# 瑠璃色ゼネレーション
『瑠璃色ゼネレーション』（るりいろゼネレーション）は、柳沢きみおによる漫画作品。小学館『ビッグコミックスピリッツ』にて、1983年から1986年にかけて連載された。単行本は同社のビッグコミックスより全7巻。

## 概要
巡り会って同棲し、そのまま結婚して7年の夫婦。仲は悪くないものの深刻な倦怠期に突入してしまった夫婦。そんな二人は共に、次第に不倫へと向かってゆく。深町良とその妻・さえ子、良の同僚・井原政彦の3人を中心に、浮気や離婚などの問題を絡めながら、夫婦とは、家庭とは、人間の自立とは、またその絆を全うできるか、などと言った普遍的なテーマで30歳の運命や局面を描いた。

## 登場人物
深町良（ふかまち りょう）
日本エレクトロニクス社事業部勤務のサラリーマン。特に不満を溜めこむタイプではないものの、さえ子との間には倦怠感が。理代子とはいいムードになりつつある。
深町さえ子（ふかまち さえこ）
良の妻。良との仲は悪くないが、欲求不満気味で、主婦というものに物足りなさを感じて家の外の社会に惹かれ、以前に勤めていた宝石商「ジュエリー・かすけーず」に復職。一方で大学生時代から懇意にしていた菊地に誘われるような形で、こちらも菊池と良いムードになる。
井原政彦（いはら まさひこ）
良の会社の同僚で、デスクも良と隣同士。趣味が無く垢抜けてないようなタイプで、気の良い性格。しかし妻からは無気力に思われ、三行半を突き付けられ離婚寸前。鬱屈気味になり、自炊生活に。
横田理代子（よこた りよこ）
良の同僚のOL。良を尊敬しており、そのまま愛を告白して迫る。「死んでも後悔しないように恋したい」という考え。
菊地忠（きくち ただし）
アメリカでヘアデザインの勉強をし、帰国後は自分の店を持つ美容師。さえ子が大学生時代に交際していた元恋人だが、関係が戻るような形で再びさえ子と浮気のような関係に発展する。
伊崎健吉（いざき けんきち）
宝石商「ジュエリー・かすけーず」社長。さえ子の再就職を喜んで、さえ子を後々の店長候補として商売の教育をしていく。
梨田圭一（なしだ けいいち）
良が会社で所属する課の課長。
島津和夫（しまづ かずお）
良の高校時代の同級生。妻子があるにもかかわらず、若い女性と心中未遂を起こす。
井原よしえ（いはら よしえ）
政彦の妻。政彦が無気力に思えて嫌気が差し、三行半を突き付ける。
佐川剛郎
ジャズのバンドマン。露子という妻が居る。
（出典：）

## テレビドラマ
1984年9月7日から同年10月26日まで、日本テレビ系列の『金曜劇場』（毎週金曜日21:00 - 21:54の枠で放送されたテレビドラマ。全8回。

### キャスト
- 深町良（33歳）：風間杜夫
- 深町さえ子（31歳）：田中好子
- 井原政彦（35歳）：桂文珍
- 横田理代子（21歳）：手塚理美
- 菊地忠（31歳）：柴田恭兵
- 伊崎健吉（50歳）：米倉斉加年（特別出演）
- 梨田圭一：前田吟
- 水上慎一：田中浩二
- 秋田豊太郎：岩下浩
- 水谷鈴代：原真祐美
- 神田広美：伊藤かずえ
- 島津和夫：三好鉄生[4]
- 鴨池真紀：相田寿美緒
- ：石野真子（第6話 - 第8話）
- ：岡本麗
- ：中村好男
- ：ウガンダ
- ：市川勇
- ：天久美智子
- ：清水さやか
- ：代日芽子
- ：小沢和徳
- ：河西健司
- 中川：安田伸
- 黒川（産業スパイ）：椎谷建治
- 井原よしえ：高田みづえ
- 佐川剛郎：石立鉄男

（出典：）

## 放送日程
| 話数                                                           | 放送日         | ゲスト                                                | 視聴率 |
| -------------------------------------------------------------- | -------------- | ----------------------------------------------------- | ------ |
| 第1話                                                          | 1984年9月7日   | 壇まゆみ 興松剛                                       | 14.4%  |
| 第2話                                                          | 1984年9月14日  | 木野花 天宮良 木村夏江 鈴木祐子 戸川暁子 山川弘乃     | 10.3%  |
| 第3話                                                          | 1984年9月21日  | 佐川露子：真野響子 斎藤美和 梨本謙次郎 布施博 堀勉    | 12.2%  |
| 第4話                                                          | 1984年9月28日  | 高田純次                                              | 15.1%  |
| 第5話                                                          | 1984年10月5日  | 坂本あきら 木村真里                                   | 9.6%   |
| 第6話                                                          | 1984年10月12日 | 芦沢孝子 田村元治                                     | 11.8%  |
| 第7話                                                          | 1984年10月19日 | 野沢直子 和泉今日子 瀬能礼子 大倉順憲 石山浩 高山成夫 | 14.1%  |
| 第8話                                                          | 1984年10月26日 | 中西良太                                              | 15.0％ |
| 平均視聴率 12.8%（視聴率はビデオリサーチ調べ、関東地区・世帯） |                |                                                       |        |

### スタッフ
- 原作：柳沢きみお （小学館・ビッグコミックスピリッツ連載『瑠璃色ゼネレーション』）
- 制作：吉川斌（日本テレビ）、沢田和宏（東宝）
- プロデューサー：清水欣也（日本テレビ）、柴田徹（東宝）
- 脚本：丸山昇一 （全話担当）
- 演出：酒井浩至（#1、#2、#4、#6、#7、#8）、雨宮望（#3、#5）
- 音楽：羽田健太郎
- 演出補：斎藤郁宏
- 制作補：木村修一、松村あゆみ
- 制作協力：生田スタジオ（相馬清三）
- 撮影：吉村一雄
- 技術：原田伸夫
- 照明：高羽昇、松倉利一
- 美術：門奈昌彦、豊島紘武
- 制作著作：東宝株式会社、日本テレビ

### 主題歌
- 中森明菜『少しだけスキャンダル』 （作詞・作曲：翔　編曲：横浜銀蝿、萩田光雄　発売：ワーナー・パイオニア）
- 挿入歌 - ラジ『瑠璃色の恋人達』 （作詞：大津あきら　作曲：佐藤隆　編曲：TOP STONE　発売：東芝EMI）

| 日本テレビ系列 金曜劇場 | 日本テレビ系列 金曜劇場 | 日本テレビ系列 金曜劇場 |
| 前番組                  | 番組名                  | 次番組                  |
| ----------------------- | ----------------------- | ----------------------- |
| 25才たち・危うい予感    | 瑠璃色ゼネレーション    | 名門私立女子高校        |